# Hemiasterella vasiformis
Hemiasterella vasiformis är en svampdjursart som först beskrevs av James Barrie Kirkpatrick 1903.  Hemiasterella vasiformis ingår i släktet Hemiasterella och familjen Hemiasterellidae. Utöver nominatformen finns också underarten H. v. minor.